# ペニスコラ
ペニスコラ （バレンシア語 : Peníscola、カスティーリャ語 : Peñíscola）は、スペイン・バレンシア州カステリョン県のムニシピ（基礎自治体）。公式名は二言語をスラッシュで区切ったPeníscola/Peñíscola。地中海沿岸、コスタ・デル・アサールに位置する。現在は、日光を求めてやってくる北ヨーロッパからの観光客に人気の観光地である。

## 歴史

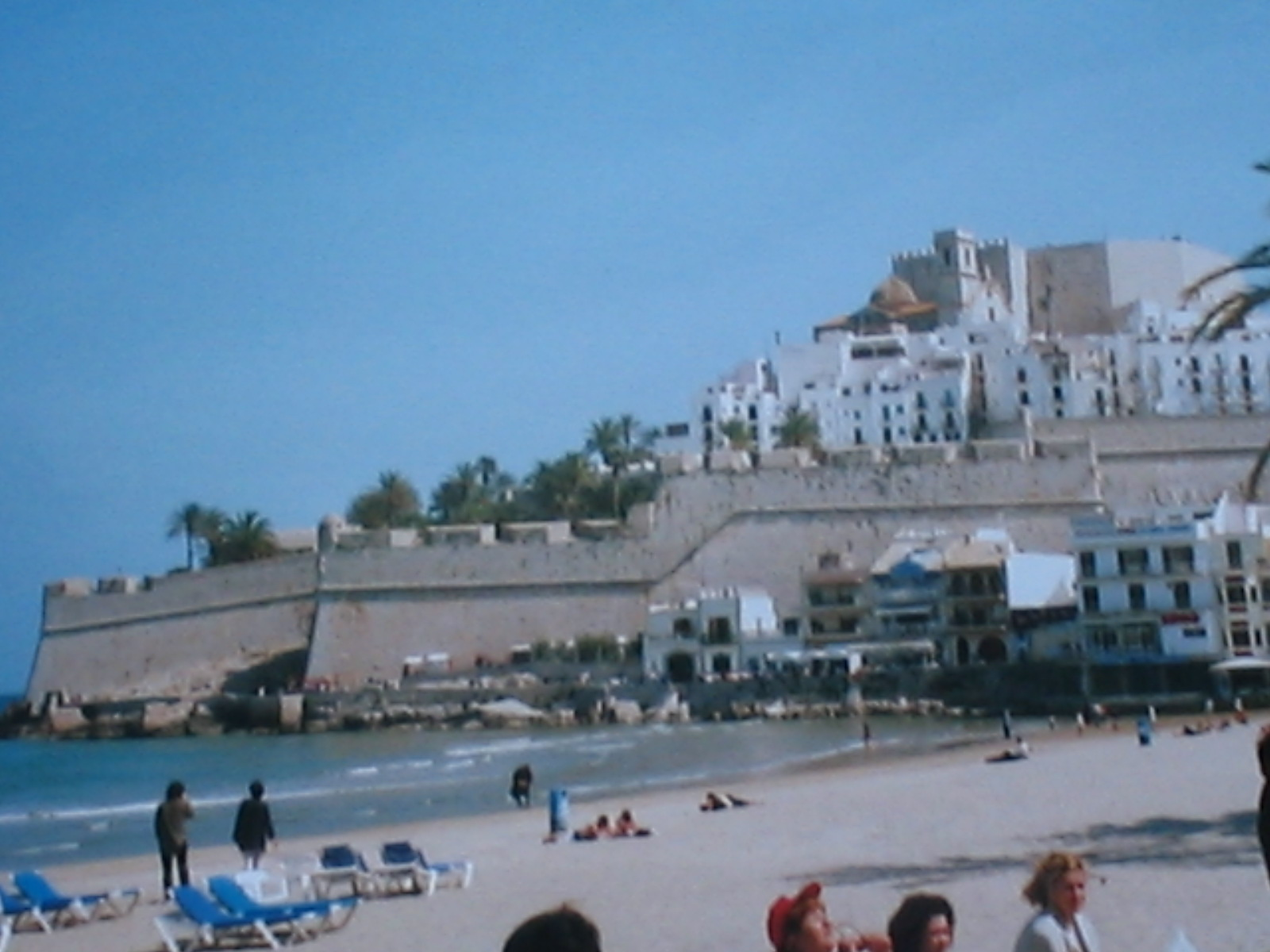
海岸から見たペニスコラ城

ペニスコラは、しばしばバレンシアのジブラルタルと呼ばれる、要塞化された海港である。要塞はおよそ67mの高さの岩でできた岬に建てられ、灯台を持ち、本土とは狭い土地でつながっているだけである。ペニスコラとはラテン語で半島を意味する言葉から進化したものである。
遺跡の存在から、イベリア人が定住していたことがわかっている。彼らは紀元前7世紀にはフェニキア人商人と交易関係にあった。その後おそらく、ザキントス島出身のギリシャ人、そしてティルス出身のフェニキア人が、ペニスコラに定住した。ギリシャ人たちは、半島を意味するケルソネス（Chersonese/Χερσόνησος）と呼んだ。さらに海からカルタゴ人、ローマ人、東ローマ帝国、アラブ人がやってきて占領した。ローマ人たちはラテン語でこの地をパエネ・インスラ（Paene insula、半島）と呼んだ。
植民地時代のペニスコラには港があり、優れた陶器や織物、武器が持ち込まれる一方、地元イベリア人はワインとオリーブオイルを持ち寄って売買した。
718年にアラブ人がこの地を占領し、バナスクラまたはバニスクラ(Banáskula, Baniskula)と呼んだ。彼らは入植して農業を行い、塩田で塩をつくった。キリスト教国との境界に近いこの地に彼らは要塞を築き、沿岸部を海賊として荒らしまわった。1233年、アラゴン王ジャウマ1世によって占領された。
城の原型は1294年から1307年の間にテンプル騎士団によって建設された。14世紀には、モンテサ騎士団が駐屯し、1420年に王家の所有となった。1415年から、分離したアヴィニョン対立教皇ベネディクトゥス13世（俗名ペドロ・デ・ルナ）がこの地に住居を構えた。
1572年から、フェリペ2世はイタリア人軍事技師ジョヴァンニ・アントネッリに、ペニスコラを取り巻く城壁の建設を命じた。16世紀、ヘルマニア反乱の際、バレンシア副王はペニスコラ城へ避難した。
スペイン継承戦争においては、バレンシア王国やアラゴン王国の大半がオーストリア大公支持に回ったにもかかわらず、ペニスコラはアンジュー公フィリップを支持した。戦後、ペニスコラは新王フェリペ5世によって都市の地位を授けられた。スペイン独立戦争の際には軍事的要所であるためにスーシェ将軍が指揮するフランス軍に占領され、住民たちは要塞の外へ追放された。
19世紀から20世紀初頭まで、ペニスコラの主要産業は農業と漁業であった。現在は観光業が盛んである。

## ペニスコラ城
ベネディクトゥス13世が1417年から亡くなる1423年まで暮らした城は修繕され、1960年に映画『エル・シド』が撮影された際に新たな壁が付け加えられた。ペニスコラの町と城は映画で舞台のバレンシアとして撮影された。城は現在人気の観光地で、周囲をヌーディストビーチに囲まれている。

## 映画祭
ペニスコラ国際コメディ映画祭が毎年開催される。